# Right On (Wilson Pickett)
Right On è un album di Wilson Pickett, pubblicato dalla Atlantic Records nel 1970.

## Tracce
Lato A
1. Groovy Little Woman – 2:38 (Ernest Smith, Wilson Pickett) – Registrato al Criteria Recording Studios di Miami, Florida il 19 novembre 1969
2. Funky Way – 2:36 (Wilson Pickett, Dave Crawford) – Registrato al Criteria Recording Studios di Miami, Florida il 29 agosto 1969
3. Sugar, Sugar – 3:00 (Jeff Barry, Andy Kim) – Registrato al Criteria Recording Studios di Miami, Florida il 19 novembre 1969
4. Sweet Inspiration – 2:54 (Wallace Pennington, Lindon Dewey Oldham) – Registrato al Criteria Recording Studios di Miami, Florida il 29 agosto 1969
5. This Old Town – 3:19 (William R. Stevenson, Don Covay, Wilson Pickett) – Registrato al Criteria Recording Studios di Miami, Florida il 19 novembre 1969
6. You Keep Me Hangin' On – 4:43 (Brian Holland, Lamont Dozier, Eddie Holland) – Registrato al Criteria Recording Studios di Miami, Florida il 29 agosto 1969

Durata totale: 19:10
Lato B
1. Lord Pity Us All – 3:44 (Mac Rebennack (Dr. John)) – Registrato al Criteria Recording Studios di Miami, Florida il 19 novembre 1969
2. It's Still Good – 2:36 (Jerry Williams, Gary Bonds) – Registrato al Criteria Recording Studios di Miami, Florida il 19 novembre 1969
3. Woman Likes to Hear That – 2:50 (George Henry Jackson) – Registrato a Memphis, Tennessee, 19 settembre 1968 (data non certa)
4. She Said Yes – 3:15 (Wilson Pickett, William R. Stevenson, Don Covay, Johnny Nash) – Registrato al Criteria Recording Studios di Miami, Florida il 29 agosto 1969
5. Hey Joe – 3:05 (Billy Roberts) – Registrato al Fame Studios di Muscle Shoals, Alabama, 20 maggio 1969
6. Steal Away – 4:15 (Tradizionale) – Registrato al Criteria Recording Studios di Miami, Florida il 29 agosto 1969

Durata totale: 19:45
- Sulle note di retrocopertina dell'ellepì è indicato che tutti i brani ad eccezione di Hey Joe, furono registrati al Criteria Studios di Miami, Florida
- Il brano Hey Joe, sempre dalle note scritte sull'ellepì, fu registrato al Fame Studios di Muscle Shoals in Alabama.
- Le parti vocali furono registrati in overdubs (sovraincisi) al Atlantic Studios di New York City, New York.

## Formazione
Groovy Little Woman, Sugar Sugar, This Old Town, Lord Pity Us All, It's Still Good
- Wilson Pickett - voce
- Barry Beckett - tastiera, pianoforte
- Eddie Hinton - chitarra
- Jimmy Johnson - chitarra
- David Hood - basso
- Roger Hawkins - batteria

Funky Way, Sweet Inspiration, You Keep Me Hangin' On, Woman Likes to Hear That, She Said Yes, Steal Away
- Wilson Pickett - voce
- Billy Carter - tastiera, pianoforte
- Jim O'Rourke - chitarra
- Harold Cowart - basso
- Tubby Zeigler - batteria[1]

Hey Joe
- Wilson Pickett - voce
- orchestra non identificata
- Rick Hall - arrangiamenti

Woman Likes to Hear That
- Wilson Pickett - voce
- Barry Beckett - tastiera, pianoforte
- Duane Allman - chitarra
- Jimmy Johnson - chitarra
- Jerry Jemmott - basso
- Roger Hawkins - batteria
- Gene Miller - tromba
- Andrew Love - sassofono tenore
- James Mitchell - sassofono tenore

Note aggiuntive
- Cissy Houston, Judy Clay, Jackie Verdell, John Utley - cori
- Ronnie Albert e Chuck Kirkpatrick - ingegneri del suono (Criteria Studios di Miami)
- Lewis Hahn e Jerome Gasper - ingegneri del suono (Atlantic Studios di New York)